# UEFA Women's Champions League slutspil 2015-16
UEFA Women's Champions League slutspil 2015-16 begyndte den 7. oktober 2015 og sluttede den 26. maj 2016 med finalen på Mapei Stadium – Città del Tricolore i Reggio Emilia, Italien, som afgjorde, hvem der blev vinder af UEFA Women's Champions League 2015-16. I alt 32 hold deltog i slutspillet.

## Kvalificerede hold
Nedenfor er de 32 hold som deltog i slutrunden (med deres UEFA club koefficienter fra 2015, som er udregnet fra deres resultater fra europæiske turneringer fra 2010–11 til 2014–15 plus 33% af deres forbunds koefficient fra samme tidsrum).
| Hold                     | Coeff   |
| ------------------------ | ------- |
| Frankfurt (Titelholdere) | 72.680  |
| Lyon                     | 115.080 |
| Wolfsburg                | 97.680  |
| Rosengård                | 69.295  |
| Paris Saint-Germain      | 59.080  |
| Brøndby                  | 52.870  |
| Fortuna Hjørring         | 50.870  |
| Glasgow City             | 38.570  |
| Zvezda Perm              | 37.520  |
| Barcelona                | 36.530  |
| Zürich                   | 32.910  |
| Bayern München           | 31.680  |
| Zorky Krasnogorsk        | 29.520  |
| Liverpool                | 24.140  |
| AGSM Verona              | 20.550  |
| KIF Örebro               | 20.295  |
| Standard Liège           | 19.610  |
| Chelsea                  | 19.140  |
| St. Pölten-Spratzern     | 14.725  |
| Brescia                  | 14.550  |
| Slavia Prag              | 13.560  |
| Atlético Madrid          | 13.530  |
| BIIK Kazygurt            | 12.940  |
| Lillestrøm SK            | 12.075  |

| Gruppe | Vindere          | Coeff  |
| ------ | ---------------- | ------ |
| 1      | FC Minsk         | 5.130  |
| 2      | PAOK             | 12.965 |
| 3      | Stjarnan         | 12.610 |
| 4      | Twente           | 14.610 |
| 5      | Olimpia Cluj     | 17.620 |
| 6      | Spartak Subotica | 15.620 |
| 7      | Medyk Konin      | 11.105 |
| 8      | PK-35 Vantaa     | 13.290 |

## Overblik
|  | Sekstendedelsfinaler | Sekstendedelsfinaler    | Sekstendedelsfinaler | Sekstendedelsfinaler |                 |           | Ottendedelsfinaler | Ottendedelsfinaler | Ottendedelsfinaler | Ottendedelsfinaler |  |  | Kvartfinaler | Kvartfinaler | Kvartfinaler | Kvartfinaler |  |  | Semifinaler | Semifinaler | Semifinaler | Semifinaler |  |  | Finale | Finale | Finale | Finale |
|  |                      |                         |                      |                      |                 |           |                    |                    |                    |                    |  |  |              |              |              |              |  |  |             |             |             |             |  |  |        |        |        |        |
|  |                      |                         |                      |                      |                 |           |                    |                    |                    |                    |  |  |              |              |              |              |  |  |             |             |             |             |  |  |        |        |        |        |
|  |                      |                         |                      |                      |                 |           |                    |                    |                    |                    |  |  |              |              |              |              |  |  |             |             |             |             |  |  |        |        |        |        |
|  | Chelsea              | 1                       | 3                    | 4                    |                 |           |                    |                    |                    |                    |  |  |              |              |              |              |  |  |             |             |             |             |  |  |        |        |        |        |
|  | Chelsea              | 1                       | 3                    | 4                    |                 |           |                    |                    |                    |                    |  |  |              |              |              |              |  |  |             |             |             |             |  |  |        |        |        |        |
|  | Glasgow City         | 0                       | 0                    | 0                    |                 |           |                    |                    |                    |                    |  |  |              |              |              |              |  |  |             |             |             |             |  |  |        |        |        |        |
|  | Glasgow City         | 0                       | 0                    | 0                    | Chelsea         | 1         | 0                  | 1                  |                    |                    |  |  |              |              |              |              |  |  |             |             |             |             |  |  |        |        |        |        |
|  |                      |                         |                      |                      | Chelsea         | 1         | 0                  | 1                  |                    |                    |  |  |              |              |              |              |  |  |             |             |             |             |  |  |        |        |        |        |
|  |                      | Wolfsburg               | 2                    | 2                    | 4               |           |                    |                    |                    |                    |  |  |              |              |              |              |  |  |             |             |             |             |  |  |        |        |        |        |
|  | Spartak Subotica     | Wolfsburg               | 2                    | 2                    | 4               | 0         | 0                  | 0                  |                    |                    |  |  |              |              |              |              |  |  |             |             |             |             |  |  |        |        |        |        |
|  | Spartak Subotica     |                         |                      |                      |                 | 0         | 0                  | 0                  |                    |                    |  |  |              |              |              |              |  |  |             |             |             |             |  |  |        |        |        |        |
|  | Wolfsburg            | 0                       | 4                    | 4                    |                 |           |                    |                    |                    |                    |  |  |              |              |              |              |  |  |             |             |             |             |  |  |        |        |        |        |
|  | Wolfsburg            | 0                       | 4                    | 4                    | Wolfsburg       | 3         | 3                  | 6                  |                    |                    |  |  |              |              |              |              |  |  |             |             |             |             |  |  |        |        |        |        |
|  |                      |                         |                      |                      | Wolfsburg       | 3         | 3                  | 6                  |                    |                    |  |  |              |              |              |              |  |  |             |             |             |             |  |  |        |        |        |        |
|  |                      | Brescia                 | 0                    | 0                    | 0               |           |                    |                    |                    |                    |  |  |              |              |              |              |  |  |             |             |             |             |  |  |        |        |        |        |
|  | Brescia              | Brescia                 | 0                    | 0                    | 0               | 1         | 1                  | 2                  |                    |                    |  |  |              |              |              |              |  |  |             |             |             |             |  |  |        |        |        |        |
|  | Brescia              |                         |                      |                      |                 | 1         | 1                  | 2                  |                    |                    |  |  |              |              |              |              |  |  |             |             |             |             |  |  |        |        |        |        |
|  | Liverpool            | 0                       | 0                    | 0                    |                 |           |                    |                    |                    |                    |  |  |              |              |              |              |  |  |             |             |             |             |  |  |        |        |        |        |
|  | Liverpool            | 0                       | 0                    | 0                    | Brescia         | 1         | 1                  | 2                  |                    |                    |  |  |              |              |              |              |  |  |             |             |             |             |  |  |        |        |        |        |
|  |                      |                         |                      |                      | Brescia         | 1         | 1                  | 2                  |                    |                    |  |  |              |              |              |              |  |  |             |             |             |             |  |  |        |        |        |        |
|  |                      | Fortuna Hjørring        | 0                    | 1                    | 1               |           |                    |                    |                    |                    |  |  |              |              |              |              |  |  |             |             |             |             |  |  |        |        |        |        |
|  | FC Minsk             | Fortuna Hjørring        | 0                    | 1                    | 1               | 0         | 0                  | 0                  |                    |                    |  |  |              |              |              |              |  |  |             |             |             |             |  |  |        |        |        |        |
|  | FC Minsk             |                         |                      |                      |                 | 0         | 0                  | 0                  |                    |                    |  |  |              |              |              |              |  |  |             |             |             |             |  |  |        |        |        |        |
|  | Fortuna Hjørring     | 2                       | 4                    | 6                    |                 |           |                    |                    |                    |                    |  |  |              |              |              |              |  |  |             |             |             |             |  |  |        |        |        |        |
|  | Fortuna Hjørring     | 2                       | 4                    | 6                    | Wolfsburg       | 4         | 0                  | 4                  |                    |                    |  |  |              |              |              |              |  |  |             |             |             |             |  |  |        |        |        |        |
|  |                      |                         |                      |                      | Wolfsburg       | 4         | 0                  | 4                  |                    |                    |  |  |              |              |              |              |  |  |             |             |             |             |  |  |        |        |        |        |
|  |                      | Frankfurt               | 0                    | 1                    | 1               |           |                    |                    |                    |                    |  |  |              |              |              |              |  |  |             |             |             |             |  |  |        |        |        |        |
|  | Lillestrøm SK        | Frankfurt               | 0                    | 1                    | 1               | 1         | 1                  | 2                  |                    |                    |  |  |              |              |              |              |  |  |             |             |             |             |  |  |        |        |        |        |
|  | Lillestrøm SK        |                         |                      |                      |                 | 1         | 1                  | 2                  |                    |                    |  |  |              |              |              |              |  |  |             |             |             |             |  |  |        |        |        |        |
|  | Zürich               | 0                       | 1                    | 1                    |                 |           |                    |                    |                    |                    |  |  |              |              |              |              |  |  |             |             |             |             |  |  |        |        |        |        |
|  | Zürich               | 0                       | 1                    | 1                    | Lillestrøm SK   | 0         | 2                  | 2                  |                    |                    |  |  |              |              |              |              |  |  |             |             |             |             |  |  |        |        |        |        |
|  |                      |                         |                      |                      | Lillestrøm SK   | 0         | 2                  | 2                  |                    |                    |  |  |              |              |              |              |  |  |             |             |             |             |  |  |        |        |        |        |
|  |                      | Frankfurt               | 2                    | 0                    | 2               |           |                    |                    |                    |                    |  |  |              |              |              |              |  |  |             |             |             |             |  |  |        |        |        |        |
|  | Standard Liège       | Frankfurt               | 2                    | 0                    | 2               | 0         | 0                  | 0                  |                    |                    |  |  |              |              |              |              |  |  |             |             |             |             |  |  |        |        |        |        |
|  | Standard Liège       |                         |                      |                      |                 | 0         | 0                  | 0                  |                    |                    |  |  |              |              |              |              |  |  |             |             |             |             |  |  |        |        |        |        |
|  | Frankfurt            | 2                       | 6                    | 8                    |                 |           |                    |                    |                    |                    |  |  |              |              |              |              |  |  |             |             |             |             |  |  |        |        |        |        |
|  | Frankfurt            | 2                       | 6                    | 8                    | Frankfurt       | 1         | 0                  | 1                  |                    |                    |  |  |              |              |              |              |  |  |             |             |             |             |  |  |        |        |        |        |
|  |                      |                         |                      |                      | Frankfurt       | 1         | 0                  | 1                  |                    |                    |  |  |              |              |              |              |  |  |             |             |             |             |  |  |        |        |        |        |
|  |                      | Rosengård               | 0                    | 1                    | 1               |           |                    |                    |                    |                    |  |  |              |              |              |              |  |  |             |             |             |             |  |  |        |        |        |        |
|  | AGSM Verona          | Rosengård               | 0                    | 1                    | 1               | 5         | 2                  | 7                  |                    |                    |  |  |              |              |              |              |  |  |             |             |             |             |  |  |        |        |        |        |
|  | AGSM Verona          |                         |                      |                      |                 | 5         | 2                  | 7                  |                    |                    |  |  |              |              |              |              |  |  |             |             |             |             |  |  |        |        |        |        |
|  | St. Pölten-Spratzern | 4                       | 2                    | 6                    |                 |           |                    |                    |                    |                    |  |  |              |              |              |              |  |  |             |             |             |             |  |  |        |        |        |        |
|  | St. Pölten-Spratzern | 4                       | 2                    | 6                    | AGSM Verona     | 1         | 1                  | 2                  |                    |                    |  |  |              |              |              |              |  |  |             |             |             |             |  |  |        |        |        |        |
|  |                      |                         |                      |                      | AGSM Verona     | 1         | 1                  | 2                  |                    |                    |  |  |              |              |              |              |  |  |             |             |             |             |  |  |        |        |        |        |
|  |                      | Rosengård               | 3                    | 5                    | 8               |           |                    |                    |                    |                    |  |  |              |              |              |              |  |  |             |             |             |             |  |  |        |        |        |        |
|  | PK-35 Vantaa         | Rosengård               | 3                    | 5                    | 8               | 0         | 0                  | 0                  |                    |                    |  |  |              |              |              |              |  |  |             |             |             |             |  |  |        |        |        |        |
|  | PK-35 Vantaa         |                         |                      |                      |                 | 0         | 0                  | 0                  |                    |                    |  |  |              |              |              |              |  |  |             |             |             |             |  |  |        |        |        |        |
|  | Rosengård            | 2                       | 7                    | 9                    |                 |           |                    |                    |                    |                    |  |  |              |              |              |              |  |  |             |             |             |             |  |  |        |        |        |        |
|  | Rosengård            | 2                       | 7                    | 9                    | Wolfsburg       | Wolfsburg | Wolfsburg          | 1                  |                    |                    |  |  |              |              |              |              |  |  |             |             |             |             |  |  |        |        |        |        |
|  |                      |                         |                      |                      | Wolfsburg       | Wolfsburg | Wolfsburg          | 1                  |                    |                    |  |  |              |              |              |              |  |  |             |             |             |             |  |  |        |        |        |        |
|  |                      | Lyon                    | Lyon                 | Lyon                 | 1               |           |                    |                    |                    |                    |  |  |              |              |              |              |  |  |             |             |             |             |  |  |        |        |        |        |
|  | Atlético Madrid      | Lyon                    | Lyon                 | Lyon                 | 1               | 0         | 3                  | 3                  |                    |                    |  |  |              |              |              |              |  |  |             |             |             |             |  |  |        |        |        |        |
|  | Atlético Madrid      |                         |                      |                      |                 | 0         | 3                  | 3                  |                    |                    |  |  |              |              |              |              |  |  |             |             |             |             |  |  |        |        |        |        |
|  | Zorky Krasnogorsk    | 2                       | 0                    | 2                    |                 |           |                    |                    |                    |                    |  |  |              |              |              |              |  |  |             |             |             |             |  |  |        |        |        |        |
|  | Zorky Krasnogorsk    | 2                       | 0                    | 2                    | Atlético Madrid | 1         | 0                  | 1                  |                    |                    |  |  |              |              |              |              |  |  |             |             |             |             |  |  |        |        |        |        |
|  |                      |                         |                      |                      | Atlético Madrid | 1         | 0                  | 1                  |                    |                    |  |  |              |              |              |              |  |  |             |             |             |             |  |  |        |        |        |        |
|  |                      | Lyon                    | 3                    | 6                    | 9               |           |                    |                    |                    |                    |  |  |              |              |              |              |  |  |             |             |             |             |  |  |        |        |        |        |
|  | Medyk Konin          | Lyon                    | 3                    | 6                    | 9               | 0         | 0                  | 0                  |                    |                    |  |  |              |              |              |              |  |  |             |             |             |             |  |  |        |        |        |        |
|  | Medyk Konin          |                         |                      |                      |                 | 0         | 0                  | 0                  |                    |                    |  |  |              |              |              |              |  |  |             |             |             |             |  |  |        |        |        |        |
|  | Lyon                 | 6                       | 3                    | 9                    |                 |           |                    |                    |                    |                    |  |  |              |              |              |              |  |  |             |             |             |             |  |  |        |        |        |        |
|  | Lyon                 | 6                       | 3                    | 9                    | Lyon            | 9         | 0                  | 9                  |                    |                    |  |  |              |              |              |              |  |  |             |             |             |             |  |  |        |        |        |        |
|  |                      |                         |                      |                      | Lyon            | 9         | 0                  | 9                  |                    |                    |  |  |              |              |              |              |  |  |             |             |             |             |  |  |        |        |        |        |
|  |                      | Slavia Prag             | 1                    | 0                    | 1               |           |                    |                    |                    |                    |  |  |              |              |              |              |  |  |             |             |             |             |  |  |        |        |        |        |
|  | Slavia Prag          | Slavia Prag             | 1                    | 0                    | 1               | 4         | 0                  | 4                  |                    |                    |  |  |              |              |              |              |  |  |             |             |             |             |  |  |        |        |        |        |
|  | Slavia Prag          |                         |                      |                      |                 | 4         | 0                  | 4                  |                    |                    |  |  |              |              |              |              |  |  |             |             |             |             |  |  |        |        |        |        |
|  | Brøndby              | 1                       | 1                    | 2                    |                 |           |                    |                    |                    |                    |  |  |              |              |              |              |  |  |             |             |             |             |  |  |        |        |        |        |
|  | Brøndby              | 1                       | 1                    | 2                    | Slavia Praha    | 2         | 0                  | 2                  |                    |                    |  |  |              |              |              |              |  |  |             |             |             |             |  |  |        |        |        |        |
|  |                      |                         |                      |                      | Slavia Praha    | 2         | 0                  | 2                  |                    |                    |  |  |              |              |              |              |  |  |             |             |             |             |  |  |        |        |        |        |
|  |                      | Zvezda Perm             | 1                    | 0                    | 1               |           |                    |                    |                    |                    |  |  |              |              |              |              |  |  |             |             |             |             |  |  |        |        |        |        |
|  | Zvezda Perm          | Zvezda Perm             | 1                    | 0                    | 1               | 3         | 3                  | 6                  |                    |                    |  |  |              |              |              |              |  |  |             |             |             |             |  |  |        |        |        |        |
|  | Zvezda Perm          |                         |                      |                      |                 | 3         | 3                  | 6                  |                    |                    |  |  |              |              |              |              |  |  |             |             |             |             |  |  |        |        |        |        |
|  | Stjarnan             | 1                       | 1                    | 2                    |                 |           |                    |                    |                    |                    |  |  |              |              |              |              |  |  |             |             |             |             |  |  |        |        |        |        |
|  | Stjarnan             | 1                       | 1                    | 2                    | Lyon            | 7         | 1                  | 8                  |                    |                    |  |  |              |              |              |              |  |  |             |             |             |             |  |  |        |        |        |        |
|  |                      |                         |                      |                      | Lyon            | 7         | 1                  | 8                  |                    |                    |  |  |              |              |              |              |  |  |             |             |             |             |  |  |        |        |        |        |
|  |                      | Paris Saint-Germain     | 0                    | 0                    | 0               |           |                    |                    |                    |                    |  |  |              |              |              |              |  |  |             |             |             |             |  |  |        |        |        |        |
|  | Bayern München       | Paris Saint-Germain     | 0                    | 0                    | 0               | 1         | 2                  | 3                  |                    |                    |  |  |              |              |              |              |  |  |             |             |             |             |  |  |        |        |        |        |
|  | Bayern München       |                         |                      |                      |                 | 1         | 2                  | 3                  |                    |                    |  |  |              |              |              |              |  |  |             |             |             |             |  |  |        |        |        |        |
|  | Twente (u)           | 1                       | 2                    | 3                    |                 |           |                    |                    |                    |                    |  |  |              |              |              |              |  |  |             |             |             |             |  |  |        |        |        |        |
|  | Twente (u)           | 1                       | 2                    | 3                    | Twente          | 0         | 0                  | 0                  |                    |                    |  |  |              |              |              |              |  |  |             |             |             |             |  |  |        |        |        |        |
|  |                      |                         |                      |                      | Twente          | 0         | 0                  | 0                  |                    |                    |  |  |              |              |              |              |  |  |             |             |             |             |  |  |        |        |        |        |
|  |                      | Barcelona               | 1                    | 1                    | 2               |           |                    |                    |                    |                    |  |  |              |              |              |              |  |  |             |             |             |             |  |  |        |        |        |        |
|  | BIIK Kazygurt        | Barcelona               | 1                    | 1                    | 2               | 1         | 1                  | 2                  |                    |                    |  |  |              |              |              |              |  |  |             |             |             |             |  |  |        |        |        |        |
|  | BIIK Kazygurt        |                         |                      |                      |                 | 1         | 1                  | 2                  |                    |                    |  |  |              |              |              |              |  |  |             |             |             |             |  |  |        |        |        |        |
|  | Barcelona            | 1                       | 4                    | 5                    |                 |           |                    |                    |                    |                    |  |  |              |              |              |              |  |  |             |             |             |             |  |  |        |        |        |        |
|  | Barcelona            | 1                       | 4                    | 5                    | Barcelona       | 0         | 0                  | 0                  |                    |                    |  |  |              |              |              |              |  |  |             |             |             |             |  |  |        |        |        |        |
|  |                      |                         |                      |                      | Barcelona       | 0         | 0                  | 0                  |                    |                    |  |  |              |              |              |              |  |  |             |             |             |             |  |  |        |        |        |        |
|  |                      | Paris Saint-Germain     | 0                    | 1                    | 1               |           |                    |                    |                    |                    |  |  |              |              |              |              |  |  |             |             |             |             |  |  |        |        |        |        |
|  | PAOK                 | Paris Saint-Germain     | 0                    | 1                    | 1               | 0         | 0                  | 0                  |                    |                    |  |  |              |              |              |              |  |  |             |             |             |             |  |  |        |        |        |        |
|  | PAOK                 |                         |                      |                      |                 | 0         | 0                  | 0                  |                    |                    |  |  |              |              |              |              |  |  |             |             |             |             |  |  |        |        |        |        |
|  | KIF Örebro           | 3                       | 5                    | 8                    |                 |           |                    |                    |                    |                    |  |  |              |              |              |              |  |  |             |             |             |             |  |  |        |        |        |        |
|  | KIF Örebro           | 3                       | 5                    | 8                    | KIF Örebro      | 1         | 0                  | 1                  |                    |                    |  |  |              |              |              |              |  |  |             |             |             |             |  |  |        |        |        |        |
|  |                      |                         |                      |                      | KIF Örebro      | 1         | 0                  | 1                  |                    |                    |  |  |              |              |              |              |  |  |             |             |             |             |  |  |        |        |        |        |
|  |                      | Paris Saint-Germain (u) | 1                    | 0                    | 1               |           |                    |                    |                    |                    |  |  |              |              |              |              |  |  |             |             |             |             |  |  |        |        |        |        |
|  | Olimpia Cluj         | Paris Saint-Germain (u) | 1                    | 0                    | 1               | 0         | 0                  | 0                  |                    |                    |  |  |              |              |              |              |  |  |             |             |             |             |  |  |        |        |        |        |
|  | Olimpia Cluj         |                         |                      |                      |                 | 0         | 0                  | 0                  |                    |                    |  |  |              |              |              |              |  |  |             |             |             |             |  |  |        |        |        |        |
|  | Paris Saint-Germain  | 6                       | 9                    | 15                   |                 |           |                    |                    |                    |                    |  |  |              |              |              |              |  |  |             |             |             |             |  |  |        |        |        |        |
|  | Paris Saint-Germain  | 6                       | 9                    | 15                   |                 |           |                    |                    |                    |                    |  |  |              |              |              |              |  |  |             |             |             |             |  |  |        |        |        |        |

## Sekstendedelsfinaler
Lodtrækningen til sekstendedelsfinalerner blev holdt den 20. august 2015.
| Seedet | Ikke-seedet |
| --- | --- |
| - Frankfurt - Lyon - Wolfsburg - Rosengård - Paris Saint-Germain - Brøndby - Fortuna Hjørring - Glasgow City - Zvezda Perm - Barcelona - Zürich - Bayern München - Zorky Krasnogorsk - Liverpool - AGSM Verona - KIF Örebro | - Standard Liège - Chelsea - Olimpia Cluj[†] - Spartak Subotica[†] - St. Pölten-Spratzern - Twente[†] - Brescia - Slavia Prag - Atlético Madrid - PK-35 Vantaa[†] - PAOK[†] - BIIK Kazygurt - Stjarnan[†] - Lillestrøm SK - Medyk Konin[†] - FC Minsk[†] |

Noter
1. † Gik videre fra kvalifikationsrunden.

De første kampe blev spillet den 7. og 8. oktober, returkampene blev spillet den 14. og 15. oktober 2015.

| Hold 1               | Samlet  | Hold 2              | 1. kamp | 2. kamp   |
| -------------------- | ------- | ------------------- | ------- | --------- |
| BIIK Kazygurt        | 2–5     | Barcelona           | 1–1     | 1–4       |
| Medyk Konin          | 0–9     | Lyon                | 0–6     | 0–3       |
| Olimpia Cluj         | 0–15    | Paris Saint-Germain | 0–6     | 0–9       |
| Slavia Prag          | 4–2     | Brøndby             | 4–1     | 0–1       |
| Standard Liège       | 0–8     | Frankfurt           | 0–2     | 0–6       |
| PAOK                 | 0–8     | KIF Örebro          | 0–3     | 0–5       |
| Twente               | 3–3 (u) | Bayern München      | 1–1     | 2–2       |
| Atlético Madrid      | 3–2     | Zorky Krasnogorsk   | 0–2     | 3–0       |
| St. Pölten-Spratzern | 6–7     | AGSM Verona         | 4–5     | 2–2       |
| Stjarnan             | 2–6     | Zvezda Perm         | 1–3     | 1–3       |
| Lillestrøm SK        | 2–1     | Zürich              | 1–0     | 1–1 (efs) |
| Chelsea              | 4–0     | Glasgow City        | 1–0     | 3–0       |
| PK-35 Vantaa         | 0–9     | Rosengård           | 0–2     | 0–7       |
| FC Minsk             | 0–6     | Fortuna Hjørring    | 0–2     | 0–4       |
| Spartak Subotica     | 0–4     | Wolfsburg           | 0–0     | 0–4       |
| Brescia              | 2–0     | Liverpool           | 1–0     | 1–0       |

| 7. oktober 2015 11:00 |

| BIIK Kazygurt | 1–1     | Barcelona       |
| ------------- | ------- | --------------- |
| Woods 82'     | Rapport | R. García 57' · |

| BIIK Stadium, Shymkent Tilskuere: 2.000 Dommer: Karolina Radzik-Johan (Polen) |

| 14. oktober 2015 19:00 |

| Barcelona                                  | 4–1     | BIIK Kazygurt |
| ------------------------------------------ | ------- | ------------- |
| Hermoso 11', 65' · Serrano 20' · Unzué 52' | Rapport | Gabelia 90' · |

| Mini Estadi, Barcelona Tilskuere: 1.115 Dommer: Sofia Karagiorgi (Cypern) |

Barcelonavandt 5–2 sammenlagt.
| 8. oktober 2015 15:30 |

| Medyk Konin | 0–6     | Lyon                                                                |
| ----------- | ------- | ------------------------------------------------------------------- |
|             | Rapport | Hegerberg 19', 37' · Le Sommer 35' · Bremer 73', 81' · Renard 84' · |

| Stadion im. Złotej Jedenastki, Konin Tilskuere: 1.480 Dommer: Pernilla Larsson (Sverige) |

| 14. oktober 2015 18:30 |

| Lyon                              | 3–0     | Medyk Konin |
| --------------------------------- | ------- | ----------- |
| Le Sommer 2' · Hegerberg 69', 89' | Rapport |             |

| Stade de Gerland, Lyon Tilskuere: 3.808 Dommer: Barbara Bollenberg (Østrig) |

Lyon vandt 9–0 sammenlagt.
| 8. oktober 2015 16:00 |

| Olimpia Cluj | 0–6     | Paris Saint-Germain                                            |
| ------------ | ------- | -------------------------------------------------------------- |
|              | Rapport | Mittag 38', 71' · Cristiane 43', 54' · Cruz 79' · Sarr 90+1' · |

| Cluj Arena, Cluj-Napoca Tilskuere: 883 Dommer: Esther Azzopardi (Malta) |

| 14. oktober 2015 20:30 |

| Paris Saint-Germain                                                                                        | 9–0     | Olimpia Cluj |
| --- | ------- | ------------ |
| Delannoy 21' (str.) · Cristiane 42', 49', 63' · Dahlkvist 53' · Horan 65', 66' · Olar 70' (sm.) · Sarr 84' | Rapport |              |

| Stade Sébastien Charléty, Paris Tilskuere: 1.249 Dommer: Lina Lehtovaara (Finland) |

Paris Saint-Germain vandt 15–0 sammenlagt.
| 7. oktober 2015 18:45 |

| Slavia Prag                                       | 4–1     | Brøndby          |
| ------------------------------------------------- | ------- | ---------------- |
| Divišová 8', 13' · Budošová 24' · Chlastáková 52' | Rapport | Kristiansen 6' · |

| Eden Arena, Prag Tilskuere: 1.802 Dommer: Rhona Daly (Irland) |

| 14. oktober 2015 19:00 |

| Brøndby          | 1–0     | Slavia Praha |
| ---------------- | ------- | ------------ |
| Boye Sørensen 2' | Rapport |              |

| Brøndby Stadion, Brøndby Tilskuere: 1.206 Dommer: Riem Hussein (Tyskland) |

Slavia Prag vandt 4–2 sammenlagt.
| 7. oktober 2015 19:00 |

| Standard Liège | 0–2     | Frankfurt                             |
| -------------- | ------- | ------------------------------------- |
|                | Rapport | Schmidt 10' (str.) · Garefrekes 86' · |

| Stade Maurice Dufrasne, Liège Tilskuere: 2.007 Dommer: Vesna Budimir (Kroatien) |

| 15. oktober 2015 16:30 |

| Frankfurt                                                                                       | 6–0     | Standard Liège |
| ----------------------------------------------------------------------------------------------- | ------- | -------------- |
| Islacker 6' · Garefrekes 44' · Bartusiak 48' (str.) · Ōgimi 68' · Crnogorčević 84' · Linden 86' | Rapport |                |

| Stadion am Brentanobad, Frankfurt Tilskuere: 1.380 Dommer: Morag Pirie (Skotland) |

Frankfurt vandt 8–0 sammenlagt.
| 7. oktober 2015 17:00 |

| PAOK | 0–3     | KIF Örebro                                            |
| ---- | ------- | ----------------------------------------------------- |
|      | Rapport | Talonen 47' · Engström 60' (str.) · Abrahamsson 89' · |

| Toumba Stadium, Thessaloniki Tilskuere: 490 Dommer: Marija Kurtes (Tyskland) |

| 14. oktober 2015 20:00 |

| KIF Örebro                                                                  | 5–0     | PAOK |
| --------------------------------------------------------------------------- | ------- | ---- |
| Michael 10' · Markou 15' (sm.) · Talonen 24' · Chukwudi 50' · Spetsmark 76' | Rapport |      |

| Behrn Arena, Örebro Tilskuere: 2.247 Dommer: Zuzana Kováčová (Slovakiet) |

KIF Örebro vandt 8–0 sammenlagt.
| 7. oktober 2015 20:00 |

| Twente        | 1–1     | Bayern München |
| ------------- | ------- | -------------- |
| R. Jansen 30' | Rapport | Leupolz 85' ·  |

| De Grolsch Veste, Enschede Tilskuere: 6.512 Dommer: Katalin Kulcsár (Ungarn) |

| 14. oktober 2015 19:00 |

| Bayern München                         | 2–2     | Twente                              |
| -------------------------------------- | ------- | ----------------------------------- |
| Erman 29' (sm.) · Behringer 75' (str.) | Rapport | Roord 13' · Roetgering 56' (str.) · |

| Grünwalder Stadion, Munich Tilskuere: 1,020 Dommer: Kateryna Monzul (Ukraine) |

3–3 sammenlagt. Twente vandt på udebanemål.
| 7. oktober 2015 20:00 |

| Atlético Madrid | 0–2     | Zorky Krasnogorsk  |
| --------------- | ------- | ------------------ |
|                 | Rapport | Slonova 18', 71' · |

| Ciudad Deportiva Cerro del Espino, Majadahonda Tilskuere: 1.503 Dommer: Marte Sørø (Norge) |

| 15. oktober 2015 18:00 |

| Zorky Krasnogorsk | 0–3     | Atlético Madrid                           |
| ----------------- | ------- | ----------------------------------------- |
|                   | Rapport | Esther 9' · Beltrán 84' · D. García 87' · |

| Rodina Stadium, Khimki Tilskuere: 250 Dommer: Carina Vitulano (Italien) |

Atlético Madrid vandt 3–2 sammenlagt.
| 7. oktober 2015 19:00 |

| St. Pölten-Spratzern                                  | 4–5     | AGSM Verona                                                          |
| ----------------------------------------------------- | ------- | -------------------------------------------------------------------- |
| Pöltl 29' · Sipos 31' · Vágó 37' (str.) · Pinther 77' | Rapport | Larsen 21' · Bonetti 24' · Pirone 41', 73' · Gabbiadini 82' (str.) · |

| Voithplatz, Sankt Pölten Tilskuere: 1.000 Dommer: Marta Acedo (Spanien) |

| 15. oktober 2015 20:30 |

| AGSM Verona                       | 2–2     | St. Pölten-Spratzern |
| --------------------------------- | ------- | -------------------- |
| Gabbiadini 12' (str.), 87' (str.) | Rapport | Vágó 8', 69' ·       |

| Stadio Marc'Antonio Bentegodi, Verona Tilskuere: 2.800 Dommer: Esther Staubli (Schweiz) |

AGSM Verona vandt 7–6 sammenlagt.
| 7. oktober 2015 21:00 |

| Stjarnan          | 1–3     | Zvezda Perm                                        |
| ----------------- | ------- | -------------------------------------------------- |
| Stefánsdóttir 28' | Rapport | Boychenko 5' · Apanaschenko 13' · Kurochkina 32' · |

| Stjörnuvöllur, Garðabær Tilskuere: 347 Dommer: Teodora Albon (Rumænien) |

| 15. oktober 2015 16:00 |

| Zvezda Perm                                   | 3–1     | Stjarnan              |
| --------------------------------------------- | ------- | --------------------- |
| Kurochkina 45' · Apanaschenko 62', 90' (str.) | Rapport | Makarenko 78' (sm.) · |

| Zvezda Stadium, Perm Tilskuere: 4,500 Dommer: Jana Adámková (Tjekkiet) |

Zvezda Perm vandt 6–2 sammenlagt.
| 7. oktober 2015 19:00 |

| Lillestrøm SK | 1–0     | Zürich |
| ------------- | ------- | ------ |
| Bachor 63'    | Rapport |        |

| Åråsen Stadion, Lillestrøm Tilskuere: 1,423 Dommer: Anastasia Pustovoitova (Rusland) |

| 14. oktober 2015 19:00 |

| Zürich   | 1–1     | Lillestrøm SK   |
| -------- | ------- | --------------- |
| Humm 87' | Rapport | Mykjåland 99' · |

| Letzigrund, Zürich Tilskuere: 3.271 Dommer: Florence Guillemin (Frankrig) |

Lillestrøm SK vandt 2–1 sammenlagt.
| 8. oktober 2015 20:30 |

| Chelsea   | 1–0     | Glasgow City |
| --------- | ------- | ------------ |
| Kirby 39' | Rapport |              |

| Wheatsheaf Park, Staines-upon-Thames Tilskuere: 1.100 Dommer: Olga Zadinová (Tjekkiet) |

| 14. oktober 2015 20:30 |

| Glasgow City | 0–3     | Chelsea                                |
| ------------ | ------- | -------------------------------------- |
|              | Rapport | Aluko 22' · Kirby 57' · Flaherty 61' · |

| Excelsior Stadium, Airdrie Tilskuere: 1.199 Dommer: Bibiana Steinhaus (Tyskland) |

Chelsea vandt 4–0 sammenlagt.
| 7. oktober 2015 16:30 |

| PK-35 Vantaa | 0–2     | Rosengård                    |
| ------------ | ------- | ---------------------------- |
|              | Rapport | Ilestedt 10' · Nilsson 75' · |

| ISS Stadion, Vantaa Tilskuere: 1.215 Dommer: Eleni Lampadariou (Grækenland) |

| 14. oktober 2015 19:00 |

| Rosengård                                                               | 7–0     | PK-35 Vantaa |
| ----------------------------------------------------------------------- | ------- | ------------ |
| Bélanger 2', 25', 76' · Van de Ven 6', 52' · Andonova 31' · Marta 45+1' | Rapport |              |

| Malmö IP, Malmö Tilskuere: 750 Dommer: Sandra Bastos (Portugal) |

Rosengård SK vandt 9–0 sammenlagt.
| 8. oktober 2015 14:30 |

| FC Minsk | 0–2     | Fortuna Hjørring        |
| -------- | ------- | ----------------------- |
|          | Rapport | Nadim 33', 61' (str.) · |

| FC Minsk Stadium, Minsk Tilskuere: 1.500 Dommer: Lorraine Clark (Skotland) |

| 14. oktober 2015 19:00 |

| Fortuna Hjørring                                      | 4–0     | FC Minsk |
| ----------------------------------------------------- | ------- | -------- |
| Olar-Spânu 20', 90+2' (str.) · Nadim 29' · Jensen 46' | Rapport |          |

| Hjørring Stadion, Hjørring Tilskuere: 1.572 Dommer: Ana Minić (Serbien) |

Fortuna Hjørring won 6–0 on aggregate.
| 8. oktober 2015 15:00 |

| Spartak Subotica | 0–0     | Wolfsburg |
| ---------------- | ------- | --------- |
|                  | Rapport |           |

| Subotica City Stadium, Subotica Tilskuere: 1.200 Dommer: Gyöngyi Gaál (Ungarn) |

| 14. oktober 2015 17:00 |

| Wolfsburg                                           | 4–0     | Spartak Subotica |
| --------------------------------------------------- | ------- | ---------------- |
| Faißt 30' · Simic 44' · Dickenmann 54' · Hansen 62' | Rapport |                  |

| AOK Stadion, Wolfsburg Tilskuere: 836 Dommer: Silvia Spinelli (Italien) |

Wolfsburg vandt 4–0 sammenlagt.
| 7. oktober 2015 20:45 |

| Brescia  | 1–0     | Liverpool |
| -------- | ------- | --------- |
| Gama 28' | Rapport |           |

| Stadio Mario Rigamonti, Brescia Tilskuere: 2.700 Dommer: Sara Persson (Sverige) |

| 14. oktober 2015 19:30 |

| Liverpool | 0–1     | Brescia        |
| --------- | ------- | -------------- |
|           | Rapport | Bonansea 26' · |

| Halton Stadium, Widnes Tilskuere: 387 Dommer: Stéphanie Frappart (Frankrig) |

Brescia vandt 2–0 sammenlagt.

## Ottendedelsfinaler
Lodtrækningen til ottendedelsfinalerne blev holdt den 19. oktober 2015.
| Seedet | Ikke-seedet                                                                                             |
| --- | --- |
| - Frankfurt - Lyon - Wolfsburg - Rosengård - Paris Saint-Germain - Fortuna Hjørring - Zvezda Perm - Barcelona | - AGSM Verona - KIF Örebro - Chelsea - Twente - Brescia - Slavia Prag - Atlético Madrid - Lillestrøm SK |

De første kampe blev spillet den 11. og 12. november, og returkampene blev spillet den 18. og 19. november 2015.

| Hold 1          | Samlet      | Hold 2              | 1. kamp | 2. kamp   |
| --------------- | ----------- | ------------------- | ------- | --------- |
| Twente          | 0–2         | Barcelona           | 0–1     | 0–1       |
| Brescia         | 2–1         | Fortuna Hjørring    | 1–0     | 1–1       |
| Atlético Madrid | 1–9         | Lyon                | 1–3     | 0–6       |
| Slavia Prag     | 2–1         | Zvezda Perm         | 2–1     | 0–0       |
| Chelsea         | 1–4         | Wolfsburg           | 1–2     | 0–2       |
| KIF Örebro      | 1–1 (u)     | Paris Saint-Germain | 1–1     | 0–0       |
| AGSM Verona     | 2–8         | Rosengård           | 1–3     | 1–5       |
| Lillestrøm SK   | 2–2 (4–5 p) | Frankfurt           | 0–2     | 2–0 (efs) |

| 11. november 2015 19:00 |

| Twente | 0–1     | Barcelona       |
| ------ | ------- | --------------- |
|        | Rapport | O. García 76' · |

| De Grolsch Veste, Enschede Tilskuere: 15,637 Dommer: Pernilla Larsson (Sverige) |

| 18. november 2015 19:00 |

| Barcelona     | 1–0     | Twente |
| ------------- | ------- | ------ |
| O. García 25' | Rapport |        |

| Mini Estadi, Barcelona Tilskuere: 3.219 Dommer: Esther Staubli (Schweiz) |

Barcelona vandt 2–0 sammenlagt.
| 11. november 2015 20:30 |

| Brescia     | 1–0     | Fortuna Hjørring |
| ----------- | ------- | ---------------- |
| Sabatino 2' | Rapport |                  |

| Stadio Mario Rigamonti, Brescia Tilskuere: 1.832 Dommer: Bibiana Steinhaus (Tyskland) |

| 18. november 2015 19:00 |

| Fortuna Hjørring | 1–1     | Brescia       |
| ---------------- | ------- | ------------- |
| Nadim 58'        | Rapport | Boattin 89' · |

| Hjørring Stadion, Hjørring Tilskuere: 1.046 Dommer: Efthalia Mitsi (Grækenland) |

Brescia vandt 2–1 sammenlagt.
| 11. november 2015 20:00 |

| Atlético Madrid | 1–3     | Lyon                                 |
| --------------- | ------- | ------------------------------------ |
| Calderón 71'    | Rapport | Nécib 22' · Hegerberg 45+1', 90+3' · |

| Ciudad Deportiva Cerro del Espino, Majadahonda Tilskuere: 2.546 Dommer: Riem Hussein (Tyskland) |

| 18. november 2015 18:00 |

| Lyon                                                                      | 6–0     | Atlético Madrid |
| ------------------------------------------------------------------------- | ------- | --------------- |
| Hegerberg 23', 57' · Schelin 25', 47' · Kumagai 45+1' (str.) · Thomis 72' | Rapport |                 |

| Stade de Gerland, Lyon Tilskuere: 6.549 Dommer: Kateryna Monzul (Ukraine) |

Lyon vandt 9–1 sammenlagt.
| 12. november 2015 18:30 |

| Slavia Prag                | 2–1     | Zvezda Perm |
| -------------------------- | ------- | ----------- |
| Divišová 5' · Necidová 54' | Rapport | Nahi 19' ·  |

| Eden Arena, Prag Tilskuere: 1,745 Dommer: Esther Azzopardi (Malta) |

| 19. november 2015 15:00 |

| Zvezda Perm | 0–0     | Slavia Praha |
| ----------- | ------- | ------------ |
|             | Rapport |              |

| Zvezda Stadium, Perm Tilskuere: 1,500 Dommer: Morag Pirie (Skotland) |

Slavia Praha vandt 2–1 sammenlagt.
| 11. november 2015 20:00 |

| Chelsea         | 1–2     | Wolfsburg                           |
| --------------- | ------- | ----------------------------------- |
| Peter 54' (sm.) | Rapport | C. Rafferty 3' (sm.) · Hansen 78' · |

| Wheatsheaf Park, Staines-upon-Thames Tilskuere: 1,610 Dommer: Katalin Kulcsár (Ungarn) |

| 18. november 2015 16:00 |

| Wolfsburg                            | 2–0     | Chelsea |
| ------------------------------------ | ------- | ------- |
| Bernauer 12' · C. Rafferty 68' (sm.) | Rapport |         |

| AOK Stadion, Wolfsburg Tilskuere: 1.632 Dommer: Sara Persson (Sverige) |

Wolfsburg vandt 4–1 sammenlagt.
| 11. november 2015 19:00 |

| KIF Örebro | 1–1     | Paris Saint-Germain |
| ---------- | ------- | ------------------- |
| Talonen 3' | Rapport | Mittag 71' ·        |

| Behrn Arena, Örebro Tilskuere: 5.976 Dommer: Carina Vitulano (Italien) |

| 18. november 2015 20:00 |

| Paris Saint-Germain | 0–0     | KIF Örebro |
| ------------------- | ------- | ---------- |
|                     | Rapport |            |

| Stade Sébastien Charléty, Paris Tilskuere: 1.950 Dommer: Sandra Bastos (Portugal) |

1–1 sammenlagt. Paris Saint-Germain vandt på udebanemål.
| 12. november 2015 20:30 |

| AGSM Verona | 1–3     | Rosengård                                            |
| ----------- | ------- | ---------------------------------------------------- |
| Pirone 30'  | Rapport | Marta 6' · Carissimi 37' (sm.) · Gunnarsdóttir 77' · |

| Stadio Marc'Antonio Bentegodi, Verona Tilskuere: 2.700 Dommer: Jana Adámková (Tjekkiet) |

| 19. november 2015 19:00 |

| Rosengård                                              | 5–1     | AGSM Verona      |
| ------------------------------------------------------ | ------- | ---------------- |
| Bélanger 38' · Marta 50', 67', 87' · Fuselli 65' (sm.) | Rapport | Gabbiadini 20' · |

| Malmö IP, Malmö Tilskuere: 1.766 Dommer: Teodora Albon (Rumænien) |

Rosengård vandt 8–2 sammenlagt.
| 11. november 2015 18:00 |

| Lillestrøm SK | 0–2     | Frankfurt                       |
| ------------- | ------- | ------------------------------- |
|               | Rapport | Islacker 37' · Garefrekes 56' · |

| Åråsen Stadion, Lillestrøm Tilskuere: 1.112 Dommer: Silvia Spinelli (Italien) |

| 18. november 2015 18:00 |

| Frankfurt                                      | 0–2                      | Lillestrøm SK                                 |
| ---------------------------------------------- | ------------------------ | --------------------------------------------- |
|                                                | Rapport                  | Lundh 12' · Lund 70' ·                        |
|                                                | Straffesparkskonkurrence |                                               |
| Laudehr Marozsán Crnogorčević Störzel Islacker | 5–4                      | Herlovsen Lund Van den Berg Sønstevold Spitse |

| Stadion am Brentanobad, Frankfurt Tilskuere: 1.520 Dommer: Gyöngyi Gaál (Ungarn) |

2–2 sammenlagt. Frankfurt vandt 5–4 på straffesparkskonkurrence.

## Kvartfinaler
Lodtrækningen til kvart- og semifinaler blev holdt den 27. november 2015. De første kampe blev spillet den 23. marts, og returkampene blev spillet den 30. marts 2016.

| Hold 1    | Samlet         | Hold 2              | 1. kamp | 2. kamp   |
| --------- | -------------- | ------------------- | ------- | --------- |
| Wolfsburg | 6–0            | Brescia             | 3–0     | 3–0       |
| Rosengård | 1–1 (4–5 str.) | Frankfurt           | 0–1     | 1–0 (efs) |
| Lyon      | 9–1            | Slavia Prag         | 9–1     | 0–0       |
| Barcelona | 0–1            | Paris Saint-Germain | 0–0     | 0–1       |

| 23. marts 2016 18:00 |

| Wolfsburg                                   | 3–0     | Brescia |
| ------------------------------------------- | ------- | ------- |
| Wullaert 32' · Popp 52' · Graham Hansen 61' | Rapport |         |

| AOK Stadion, Wolfsburg Tilskuere: 1.549 Dommer: Stéphanie Frappart (Frankrig) |

| 30. marts 2016 20:30 |

| Brescia | 0–3     | Wolfsburg                        |
| ------- | ------- | -------------------------------- |
|         | Rapport | Jakabfi 7', 33' · Bachmann 62' · |

| Stadio Mario Rigamonti, Brescia Tilskuere: 3.253 Dommer: Olga Zadinová (Tjekkiet) |

Wolfsburg vandt 6–0 sammenlagt.
| 23. marts 2016 20:00 |

| Rosengård | 0–1     | Frankfurt             |
| --------- | ------- | --------------------- |
|           | Rapport | Marozsán 71' (str.) · |

| Malmö IP, Malmö Tilskuere: 2.447 Dommer: Cristina Dorcioman (Rumænien) |

| 30. marts 2016 18:00 |

| Frankfurt                                | 0–1                      | Rosengård                                         |
| ---------------------------------------- | ------------------------ | ------------------------------------------------- |
|                                          | Rapport                  | Gunnarsdóttir 28' ·                               |
|                                          | Straffesparkskonkurrence |                                                   |
| Laudehr Störzel Islacker Schmidt Prießen | 5–4                      | Gunnarsdóttir Andonova Marta Enganamouit Berglund |

| Stadion am Brentanobad, Frankfurt Tilskuere: 3.220 Dommer: Carina Vitulano (Italien) |

1–1 sammenlagt. Frankfurt vandt 5–4 ved straffesparkskonkurrence.
| 23. marts 2016 19:00 |

| Lyon                                                                                               | 9–1     | Slavia Prag    |
| -------------------------------------------------------------------------------------------------- | ------- | -------------- |
| Nécib 18' · Le Sommer 24' · Hegerberg 35', 86' · Mbock Bathy 39', 53' · Majri 56' · Abily 64', 80' | Rapport | Svitková 42' · |

| Parc Olympique Lyonnais, Lyon Tilskuere: 11.732 Dommer: Pernilla Larsson (Sverige) |

| 30. marts 2016 18:30 |

| Slavia Prag | 0–0     | Lyon |
| ----------- | ------- | ---- |
|             | Rapport |      |

| Eden Arena, Prag Tilskuere: 2.838 Dommer: Efthalia Mitsi (Grækenland) |

Lyon vandt 9–1 sammenlagt.
| 23. marts 2016 18:30 |

| Barcelona | 0–0     | Paris Saint-Germain |
| --------- | ------- | ------------------- |
|           | Rapport |                     |

| Mini Estadi, Barcelona Tilskuere: 8.369 Dommer: Katalin Kulcsár (Ungarn) |

| 30. marts 2016 20:30 |

| Paris Saint-Germain | 1–0     | Barcelona |
| ------------------- | ------- | --------- |
| Cristiane 86'       | Rapport |           |

| Stade Sébastien Charléty, Paris Tilskuere: 5.161 Dommer: Riem Hussein (Tyskland) |

Paris Saint-Germain vandt 1–0 sammenlagt.

## Semifinaler
De første kampe blev spillet den 24. april, og returkampene blev spillet den 1. og 2. maj 2016.

| Hold 1    | Samlet | Hold 2              | 1. kamp | 2. kamp |
| --------- | ------ | ------------------- | ------- | ------- |
| Lyon      | 8–0    | Paris Saint-Germain | 7–0     | 1–0     |
| Wolfsburg | 4–1    | Frankfurt           | 4–0     | 0–1     |

| 24. april 2016 15:00 |

| Lyon                                                                            | 7–0     | Paris Saint-Germain |
| ------------------------------------------------------------------------------- | ------- | ------------------- |
| Hegerberg 18', 40' · Le Sommer 28', 43' · Abily 45+1' · Nécib 73' · Schelin 76' | Rapport |                     |

| Parc Olympique Lyonnais, Lyon Tilskuere: 22.050 Dommer: Bibiana Steinhaus (Tyskland) |

| 2. maj 2016 20:45 |

| Paris Saint-Germain | 0–1     | Lyon          |
| ------------------- | ------- | ------------- |
|                     | Rapport | Schelin 44' · |

| Parc des Princes, Paris Tilskuere: 5.855 Dommer: Esther Staubli (Schweiz) |

Lyon vandt 8–0 sammenlagt.
| 24. april 2016 19:15 |

| Wolfsburg                                            | 4–0     | Frankfurt |
| ---------------------------------------------------- | ------- | --------- |
| Kerschowski 7' · Popp 28' · Peter 42' · Bachmann 58' | Rapport |           |

| AOK Stadion, Wolfsburg Tilskuere: 3.007 Dommer: Teodora Albon (Rumænien) |

| 1. maj 2016 15:15 |

| Frankfurt   | 1–0     | Wolfsburg |
| ----------- | ------- | --------- |
| Prießen 90' | Rapport |           |

| Stadion am Brentanobad, Frankfurt Tilskuere: 3.720 Dommer: Kateryna Monzul (Ukraine) |

Wolfsburg vandt 4–1 sammenlagt.

## Finalen
Finalen blev spillet den 26. maj 2016 på Mapei Stadium – Città del Tricolore i Reggio Emilia, Italien.
| 26. maj 2016 18:00 CEST |

| Wolfsburg                                | 1–1                      | Lyon                                   |
| ---------------------------------------- | ------------------------ | -------------------------------------- |
| Popp 88'                                 | Rapport                  | Hegerberg 12'                          |
|                                          | Straffesparkskonkurrence |                                        |
| Popp Kerschowski Peter Fischer Bussaglia | 3–4                      | Hegerberg Schelin Renard Mbock Kumagai |

| Mapei Stadium – Città del Tricolore, Reggio Emilia Tilskuere: 15.117 Dommer: Katalin Kulcsár (Ungarn) |